# Tom Sawyer (film, 1917)
Tom Sawyer är en amerikansk äventyrs- och dramastumfilm från 1917 i regi av William Desmond Taylor med bland andra Jack Pickford, Clara Horton och Robert Gordon i rollerna. Filmen är baserad på Mark Twains äventyrsroman Tom Sawyers äventyr från 1876.

## Om filmen
William Desmond Taylors Tom Sawyer från 1917 är den andra i raden av filmatiseringer av Mark Twains romanklassiker Tom Sawyers äventyr. Redan 10 år tidigare hade man spelat in en version som anses som förlorad. I 1917 års version spelar Mary Pickfords yngre bror, Jack Pickford rollen som Tom Sawyer. Julia Crawford Ivers filmmanus är till största delen baserat på det första till sjätte samt trettonde till sjuttonde kapitlet ur boken. Filmen spelades in i september 2017 i och runt Hannibal, Missouri och på Mississippifloden. En inhyrd ångbåt fungerade som kontor och loger under inspelningen av strand- och flodscenerna.

## Rollista
| Skådespelare       | Roll                    |
| ------------------ | ----------------------- |
| Jack Pickford      | Tom Sawyer              |
| Robert Gordon      | Huckleberry Finn        |
| Helen Gilmore      | Änkan Douglas           |
| Clara Horton       | Becky Thatcher          |
| Edythe Chapman     | Tant Polly              |
| Antrim Short       | Joe Harper              |
| George Hackathorne | Sid Sawyer              |
| Carl Goetz         | Alfred Temple           |
| Olive Thomas       | Körmedlem (okrediterad) |